# Macromitrium glaziovii
Macromitrium glaziovii är en bladmossart som beskrevs av Georg Ernst Ludwig Hampe 1875. Macromitrium glaziovii ingår i släktet Macromitrium och familjen Orthotrichaceae. Inga underarter finns listade i Catalogue of Life.